# Got Milk?

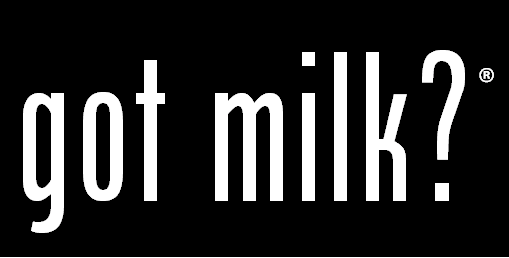
Логотип кампании

Got Milk? (рус. Есть молоко?) — американская рекламная кампания, направленная на увеличение потребления коровьего молока, реализовывавшаяся с 29 октября 1993 года до 2014 года, когда была заменена на кампанию «Milk Life».

## История
В 1993 году ассоциация производителей коровьего молока англ. California Milk Processor Board (CMPB) (Калифорния), существующая к тому времени уже двадцать лет, решила увеличить продажи своего продукта. Для этого она обратилась в рекламное агентство англ. Goodby, Silverstein & Partners с просьбой создать ей принципиально новую кампанию. На эту цель агентству выделяли по 3 цента с каждого произведённого галлона молока, что первоначально составило около $23 млн.
Ситуация была достаточно сложная: во-первых, в жаркой Калифорнии было очень трудно конкурировать с производителями прохладительных напитков, во-вторых, предварительные социологические исследования показали, что большинство респондентов пьют молоко достаточно часто, знают о его пользе, о содержащемся в молоке кальции и даже об остеопорозе — болезни, вызываемой недостатком этого элемента, и всё равно продажи молока падали.
Продолжив исследования, агентство выяснило, что потребители чаще всего пьют молоко не просто так, а запивая печенье, кексы, бутерброды с арахисовым маслом и т. п., при этом чувствуют себя очень неловко, когда пища уже во рту, а молока, оказывается, нет. На этом и решили построить фундамент кампании.
Первый видеоролик серии, рекламирующий молоко California Milk Processor Board появился на экранах телевизоров Калифорнии 29 октября 1993 года. Снял его известный режиссёр Майкл Бэй.
Юноша, смотритель исторического музея (Шон Уэйлен), перекусывает бутербродом с арахисовым маслом. Ведущий радиовикторины (Роб Полсен) звонит по случайному номеру и попадает к нему. Вопрос: кто застрелил Александра Гамильтона? Юноша прекрасно знает ответ, он у него прямо перед глазами, но ответить внятно он не может — рот склеен сладкой пастой, а молока в пакете нет… $10 000 уходят другому счастливчику…
Этот ролик был удостоен награды англ. Clio Awards в 1994 году, а в 2002 году вновь вернулся на экраны по просьбам телезрителей.
Первый успех вдохновил создателей рекламы на производство роликов со схожим сюжетом: мальчик-ясновидящий, предсказывающий будущее; муравьи, запивающие молоком крошки; мужчина, дразнящий обезьяну в зоопарке; пилот пассажирского самолёта, едва не разбивший машину ради молока, и др. Несмотря на то что поначалу было решено не акцентировать внимание на полезности молока, вскоре к этому пришли, обратившись к сложной целевой аудитории: дети и подростки. Ролик, сделанный в «молодёжном стиле» (у пожилого человека от нагрузки отрываются руки из-за недостатка кальция в организме), также был принят «на ура». Такая жестокость на экране пришлась не по душе губернатору Калифорнии на то время, Грею Дэвису, он требовал убрать этот ролик из эфира.
Далее была осуществлена идея совместить две рекламы в одной: молоко и продукт, который обычно запивают молоком. Первым на эту роль попробовалось печенье от англ. Pillsbury Company. Интересно, что в этом ролике была изображена российская семья глазами американцев.
Следующим этапом стало создание «города без молока» — Драйсвилля (приблизительный перевод на русский — Сухоград). Хлопья на завтрак там заливают водой из-под крана, на днях рождения никто не прикасается к торту, а просто посмотреть на бутылку молока — дорого и противозаконно. Четыре ролика из этой серии были показаны в программе Каннского кинофестиваля.
С 1998 года Got Milk? стало выпускать печатную рекламу — плакаты с изображением знаменитостей, пьющих молоко CMPB, под общим названием «Молочные усы».
С 2001 года появились рекламные ролики на испанском языке (впервые на англоязычном телевидении) под общим названием Toma Leche? Это было связано с тремя факторами: испаноязычное население (в основном, мексиканцы) составляет около четверти населения Калифорнии, испаноязычные семьи обычно больше англоязычных, и они чаще принимают пищу дома.
В 2006 году появилась реклама с запахом: если близко подойти к уличному рекламному щиту, чувствуется запах шоколадного печенья.
Актёр, произносящий ключевую фразу в конце каждого ролика, — Денни Делк. В отдельных случаях она звучит как Got Chocolate Milk? (рус. Есть шоколадное молоко?)

## Известные личности
С 1998 по 2012 год в печатной рекламе под общим названием «Молочные усы» снялись около 300 известных личностей и вымышленных персонажей. В том числе:
Актёры и актрисы
Сьюзан Сарандон, Дженнифер Хадсон, Дилан и Коул Спроусы, Элизабет Хёрли, Гленн Клоуз, Марг Хелгенбергер, Мэгги Джилленхол, Ребекка Ромейн, Сара Рамирес, София Вергара, Брэд Гарретт, Джессика Альба
Спортсмены
Дэвид Бекхэм, Даника Патрик, Дара Торрес, Шон Джонсон, Серена Уильямс
Музыканты и певцы
Бритни Спирс, Kiss, Шерил Кроу, Тейлор Свифт, Триша Йервуд, Рианна
Телеведущие
Боб Костас, Марта Стюарт
Вымышленные
Суперкрошки, Супермен, Бэтмен, Марио, Пикачу, персонажи «Симпсонов»

## Пародии
Фраза «Got..?» стала очень популярной, используется в юмористических рисунках на футболках, в реальной рекламе других продуктов, произносится героями фильмов, мультфильмов и сериалов. Правообладатель, California Milk Processor Board, всегда игнорирует эти возможные нарушения авторских прав, однако в 2002 году было сделано исключение: CMPB подала в суд на PETA, когда та начала антимолочную кампанию под названием Got pus? Milk does (рус. Есть гной? В молоке есть — PETA обращало внимание потребителей на то, что в значительных объемах продаваемого молока было обнаружено присутствие гнойных клеток вследствие мастита, которым страдали дойные коровы).
- 1998 — компьютерная игра Blood II: The Chosen — надпись на повсеместно встречающихся рекламных щитах: Got blood? (рус. Есть кровь?)
- 1999 — Space Pilot 3000 (эпизод мультсериала «Футурама») — надпись на такси гласит: Есть протоплазма?
- 1999 — Fear of a Bot Planet (эпизод мультсериала «Футурама») — плакат на планете роботов гласит: Есть молоко? Значит, ты — человек и должен быть уничтожен.
- 1999 — Holy Crap (эпизод мультсериала «Гриффины») — рекламу показывают по телевизору.
- 2001 — The Thin White Line (эпизод мультсериала «Гриффины») — пёс Брайан произносит фразу, понюхав кокаин.
- 2002 — житель штата Вашингтон купил себе именной регистрационный знак (англ. vanity plate) на автомобиль «GOTMILF». Он был допущен к использованию, но после нескольких жалоб от окружающих разрешение было отозвано[10].
- 2003 — The One with the Mugging (эпизод телесериала «Друзья») — Росс Геллер утверждает, что именно он придумал рекламную концепцию Got Milk?[11]
- 2011 — компьютерная игра Sonic Generations (версия для Nintendo 3DS) — на уровне Radical Highway на задней фоне присутствует дирижабль с надписью: Got Rings? (рус. Есть кольца?)
- ¿Got Cock?[англ.]
- Got Lyrics?[англ.]
- Got Mercury?[англ.]
- Got Rice?[англ.]